# Попівська сільська рада (Великописарівський район)
Попі́вська сільська́ ра́да — колишній орган місцевого самоврядування в Великописарівському районі Сумської області. Адміністративний центр — село Попівка.

## Загальні відомості
- Населення ради: 1 708 осіб (станом на 2001 рік)

## Географія
Попівська сільська рада розташована у північно-східній частині району, на сході примикає до кордону з Росією.

## Населені пункти
Сільській раді підпорядковані населені пункти:
- с. Попівка
- с. Лугівка
- с. Стрілецька Пушкарка

## Склад ради
Рада складається з 16 депутатів та голови.
- Голова ради: Мірошниченко Олександр Іванович
- Секретар ради: Гуцал Антоніна Олександрівна

### Керівний склад попередніх скликань
| Прізвище, ім'я, по батькові     | Основні відомості                                                 | Дата обрання | Дата звільнення |
| ------------------------------- | ----------------------------------------------------------------- | ------------ | --------------- |
| Мірошниченко Олександр Іванович | Сільський голова, 1973 року народження, освіта вища, безпартійний | 26.03.2006   | 31.10.2010      |
| Мірошниченко Олександр Іванович | Сільський голова, 1973 року народження, освіта вища, безпартійний | 31.10.2010   |                 |

Примітка: таблиця складена за даними сайту Верховної Ради України